# Tamatsu Maru
Tamatsu Maru (たまつまる)  foi um navio cargueiro japonês utilizado como depósito e transporte de embarcações de desembarque, também utilizado largamente para transportar tropas do Exército imperial japonês. Foi afundado no Mar do Sul da China, enquanto fazia parte do Comboio HI-71, ao largo da costa oeste da  Ilha de Luzon, nas Filipinas, em 19 de agosto de 1944, pelo submarino USS Spadefish, durante a passagem de um tufão, circunstância que ajudou a incrementar o número de vítimas, o qual alcançou a cifra de 4.755 homens.

## O Navio
Iniciada sua construção em fins de 1942,  nos estaleiros da Mitsui Engineering & Shipbuilding, em  Tamano (província de Okayama), a embarcação possuía 139,9 metros de comprimento, 19 metros de largura, calado de 7,04 metros e tonelagem de 9 589 GRT (outras fontes indicam 9 590 GRT, ou ainda, 9 433 GRT).
Inicialmente, havia sido projetado para ser um navio de carga do Tipo M, entretanto, em 1943, quando ainda estava em construção, foi requisitado pela Marinha Imperial Japonesa, e convertido em um navio de transporte e depósito de embarcações de desembarque (landing craft depot ships). Sua construção e posterior conversão somente foram concluídas em janeiro de 1944.
Os navios transportadores de embarcações de desembarque (depot ships) foram um tipo inovador de  navio de guerra anfíbio desenvolvido pelo Exército imperial japonês durante Segunda Guerra Mundial. O protótipo foi desenvolvido em sigilo sob os pseudônimos Ryujo Maru e Fuso Maru usando recursos posteriormente adotados por outras marinhas para os navios de desembarque. Navios adicionais foram construídos após a experiência de combate validar o conceito, mas a maioria foi concluída após as invasões do início da guerra, e usada principalmente como transporte de tropas durante operações posteriores. Os navios de assalto anfíbios de hoje têm uma forte semelhança com esse conceito.

## Serviço
A sua primeira viagem foi de  Moji a Manila, com o comboio HI-45, retornando a Kobe, no final de março de 1944, para transportar elementos da 30ª Divisão de Infantaria do  Exército Imperial Japonês, de Pusan para as Filipinas em maio. Depois, novamente partindo de Moji, ruma a Singapura, e, depois às Filipinas, onde permaneceu até o início de junho, quando retornou ao Japão, com o comboio HI-62.
Em julho, participou do comboio MOMA-01, cujo objetivo foi transportar a 5ª Artilharia Pesada de Campo do Exército Imperial e a 58ª Brigada Mista Independente para as Filipinas, quando escapou ileso de dois ataques de submarinos americanos (um na ida e outro na volta ao Japão), um dos quais afundou o Nichiran Maru, no dia 12 daquele mês, no  Estreito de Bashi, causando 1.262 baixas.

## O afundamento
No início de agosto, o Tamatsu Maru fez uma viagem à Pusan, de onde partiu no dia 08, transportando o 2º Batalhão do Exército Imperial Japonês, bem como o alto comando do 13º Regimento Independente de Infantaria (26ª Divisão) e tropas de comunicação da divisão e regimento, com destino a Manila e Cingapura.
Em seguida, juntou-se ao comboio HI-71, cujo objetivo era reforçar as defesas japonesas nas Filipinas(Operação Shō), partindo da  Baía de Imari,  em 10 de agosto e parando na base naval de Mako na Ilha dos Pescadores, em 15 de agosto. Carregava também quatro dos doze canhões de 100 mm do 22º Regimento de Artilharia Pesada de Campo e um dos quatro obuseiros de 300 mm do 4º Batalhão de Artilharia Pesada Independente. O 19º Batalhão Independente de Artilharia Rápida de Fogo estava a bordo com cerca de 480 homens e doze armas antitanque de 47 mm, assim como uma unidade de gerenciamento de aeródromo com  179 homens, a qual estava destinada às Filipinas e o 6º Regimento de Sinais de aviação, o qual estava indo para Cebu.
O comboio navegava pelo Mar da China Meridional, a NO de Luzon, em 17 de agosto, quando foi detectado pelo USS Redfish, o qual, assinalou, através de sinais de radar, a posição dos navios japoneses aos demais submarinos americanos na área (o USS Rasher, o USS Bluefish e o USS Spadefish) para, juntos, realizar um ataque de matilha, tudo isso sob condições meteorológicas de um tufão, vindo do sudeste.
Na manhã seguinte, o USS Redfish torpedeou, mas não afundou o Eiyo Maru, e, à noite, o USS Rasher afundou o transportador de escolta Taiyo e o cargueiro Teia Maru, com a perda de 850 e 2.665 homens, respectivamente.
Na madrugada do dia 19 de agosto, já com o comboio separado em dois grupos, espalhado por mares agitados e com manobras evasivas para deter o ataque, o Tamatsu Maru, aparentemente, separou-se dos navios escolta. Nessas condições, por volta das 03:30, o USS Spadefish o encontrou em um curso rumo ao norte e disparou uma salva de seis torpedos Mark-23. Dois deles atingiram o grande navio transportador de embarcações de desembarque, ocasionando o seu afundamento na posição 17° 34' N 119° 24' E, levando consigo 4.755 soldados e 135 marinheiros.
Outras fontes asseveram que o afundamento se deu na posição 18° 48' N 119° 47' E, e que o número de baixas total foi de fato 4.755 homens, já incluídos a tripulação do navio nessa contagem.
Dado como desaparecido, somente na tarde daquele dia é que os destroços da embarcação foram encontrados, rodeado por cerca de dois mil corpos flutuando na água. O naufrágio do Tamatsu Maru foi a quarta maior perda de vidas de qualquer navio japonês durante a guerra, ficando atrás somente do Junyo Maru, do  Toyama Maru, e do Ryusei Maru, cujas baixas foram, respectivamente, 5.620, 5.400 e 4.998 homens.

## References
1. 1 2 3 4 5 6 7 8 9 10 11   Hackett, Bob; Cundall, Peter (2010–2011). «IJA Landing Craft Depot Ship TAMATSU MARU:Tabular Record of Movement». combinedfleet.com. Consultado em 27 de dezembro de 2019
2. 1 2 3  «Convoy Hi-71 (ヒ71船団)» (PDF). All Japan Seamen's Union. Consultado em 27 de dezembro de 2019
3. 1 2  «Tamatsu Maru (+1944)». Wrecksite. Consultado em 27 de dezembro de 2019
4. ↑  Watts, Anthony J. (1967). Japanese Warships of World War II. New York: Doubleday & Company. pp. 307–311.
5. 1 2  «Convoy HI-71 And USS HARDER's Last Battles». MilitaryPhotos.net. Consultado em 27 de dezembro de 2019. Cópia arquivada em 9 de novembro de 2013
6. 1 2  Blair, Clay (1975). Silent Victory. [S.l.: s.n.] pp. 676–680.